# 土師身臣
土師 身（はじ の むくろ、生没年不明）は、古墳時代の豪族。姓は臣。同名の身連とは時代の異なる別人。
『尊卑分脈』によれば、野見宿禰の3世孫であり、仁徳天皇の御代に土師連となって供奉したという。